# Nynäshamn község
Nynäshamn község (svédül: Nynäshamns kommun) Svédország 290 községének egyike. Stockholm megyében található, székhelye Nynäshamn.

## Települések
A község települései:
| Település   | Népesség | Megjegyzés         |
| ----------- | -------- | ------------------ |
| Grödby      | 340      |                    |
| Landfjärden | 241      |                    |
| Lidatorp    | 340      |                    |
| Nynäshamn   | 13510    | a község székhelye |
| Segersäng   | 608      |                    |
| Sorunda     | 1307     |                    |
| Stora Vika  | 651      |                    |
| Ösmo        | 3911     |                    |

## Népesség
| Lakosok száma | 26 881 | 28 109 | 28 290 | 28 575 | 28 811 | 29 495 | 30 043 | 30 311 | 30 579 | 30 554 |
|               | 2014   | 2017   | 2018   | 2019   | 2020   | 2021   | 2022   | 2023   | 2024   | 2025   |